# Gypona nigromarginata
Gypona nigromarginata är en insektsart som beskrevs av Metcalf och Bruner 1949. Gypona nigromarginata ingår i släktet Gypona och familjen dvärgstritar. Inga underarter finns listade i Catalogue of Life.